# Hylophorbus rufescens
Espèce
Synonymes
- Metopostira ocellata Méhely, 1901
- Metopostira macra Van Kampen, 1906

Statut de conservation UICN

 LC  : Préoccupation mineure
Hylophorbus rufescens est une espèce d'amphibiens de la famille des Microhylidae.

## Taxinomie
Selon l'UICN, ce taxon serait un complexe de plusieurs espèces. Par ailleurs les sous-espèces Hylophorbus rufescens extimus, présente sur l'île Vanatinai, et Hylophorbus rufescens myopicus de l'île de Woodlark, décrites par Zweifel en 1972, devraient accéder au rang d'espèce à part entière.

## Sous-espèces
Sous-espèces selon Zweifel, 1972 :
- Hylophorbus rufescens extimus Zweifel, 1972
- Hylophorbus rufescens myopicus Zweifel, 1972
- Hylophorbus rufescens rufescens Macleay, 1878

## Répartition

Aire de répartition de Hylophorbus rufescens.

Cette espèce est endémique de Nouvelle-Guinée. Son aire de répartition concerne pratiquement toute l'île ainsi que plusieurs petites îles alentour. Elle est présente jusqu'à une altitude maximale de 3 570 m,.

## Publications originales
- Macleay, 1878 : The Batrachians of the "Chevert" Expedition. Proceedings of the Linnean Society of New South Wales, vol. 2, p. 135-138 (texte intégral).
- Méhelÿ, 1901 : Beiträge zur Kenntnis der Engystomatiden von Neu-Guinea. Természetrajzi Füzetek, vol. 24, p. 169–271 (texte intégral).
- Van Kampen, 1906 : Amphibien. Résultats de l'expédition scientifique Néerlandaise à la Nouvelle-Guinée en 1903 sous les auspices de Arthur Wichmann, chef de l'expédition. Nova Guinea, vol. 5, p. 163–180 (texte intégral).
- Zweifel, 1972 : Results of the Archbold Expeditions No. 97. A revision of the frogs of the subfamily Asterophryinae, family Microhylidae. Bulletin of the American Museum of Natural History, vol. 148, p. 411-546 (texte intégral).